# Porsche 928

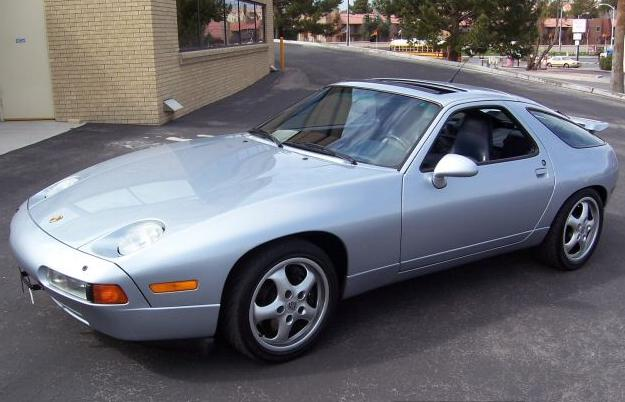
Porsche 928 GTS uit 1995

De Porsche 928 is een auto die tussen 1977 en 1995 werd gefabriceerd door Porsche in Duitsland.
Toen Porsche deze, voor zijn tijd zeer geavanceerde, auto in 1977 op de markt bracht was het de bedoeling dat hij de beroemde Porsche 911 moest opvolgen. De kopers dachten hier echter anders over, zij bleven de 911 in grote aantallen afnemen, en daarmee heeft de 928 de 911 nooit kunnen vervangen. In het begin verkocht de auto goed, maar door zijn steeds hoger wordende aanschafprijs en de daarbij horende afschrijving verloor de auto aan populariteit. De prijs steeg van 55.000,- DM in 1977 tot 164.600,- DM in 1994. Van circa 23 voertuigen per dag liep de productie terug tot minder dan twee per dag. Toch is dit model tot en met 1995 in productie gebleven en zijn er totaal zo'n 61.000 in Zuffenhausen geproduceerd. In Nederland staan er volgens cijfers van de RDW in februari 2020 nog circa 850 op kenteken, waarvan er 412 een recente APK hebben.

## Eigenschappen
De 928 is een sportcoupé die op een bijzondere manier is opgebouwd. Voorin ligt een watergekoelde aluminium V8, de versnellingsbak ligt boven de achteras, dit wordt transaxle genoemd en zorgt voor een betere gewichtsverdeling. De auto was beschikbaar met een 3-gang automatische versnellingsbak, vanaf het 1984 modeljaar met een 4-gang bak, of met een handgeschakelde "dogleg" versnellingsbak. De achterwielophanging is zo gemaakt dat de achterwielen in snelle bochten licht meesturen. In 1986 werd de 16-klepper motor een 32-klepper. De motorkap, voorschermen en deuren zijn van aluminium. De carrosserie is geheel verzinkt, de voorkant, de achterkant en de dorpelafscherming zijn van kunststof. Verder is alles elektrisch of pneumatisch, zit er een automatische klimaatregeling met airco in, en is soms het gehele interieur in leer uitgevoerd (optie). Dat het een technisch complex voertuig is blijkt uit de meer dan 1000 stekkerverbindingen en drie kilometer elektrische bekabeling die in de auto zitten.
Het is een van de eerste auto's die vanaf modeljaar 1986 met ABS geleverd werd. In 1989 startte Porsche met het leveren van een digitaal dashboard met boordcomputer. Vanaf modeljaar 1990 werd de auto geleverd met bandendruk sensoren (RDK) en een hydraulisch geregeld sperdifferentieel (PSD) om de tractie op de wielen optimaal te regelen.

## Prestaties
Porsche adverteerde voor deze auto met de leus: "van 0 tot 100km/h en terug naar 0 in slechts 10 s" om aan te geven dat zowel acceleratie- als remvermogen bovengemiddeld waren.
De Porsche 928 won in 1978 de titel "Auto van het Jaar" en is hiermee de enige sportwagen die deze titel ooit heeft gewonnen. Op 7 augustus 1986 verbeterde Al Holbert met de 928 S4 het snelheidsrecord voor sportcoupés op de Bonneville Salt Flats door 275 km/h te klokken (171 mph).
Met een standaard 928 GTS werd in 1993 het 24-uurs snelheidsrecord gebroken. De auto werd gewoon over de openbare weg vanuit Oostenrijk naar de Nardò Ring in Italië gereden. Op dit circuit werd in 24 uur 6377,25 kilometer afgelegd, hetgeen een gemiddelde snelheid van 265,72 km per uur is. Na afloop van deze rit, volbracht door vier Oostenrijkers op initiatief van de privérijder Franz Doppler, werd de Porsche 928 GTS weer op eigen kracht over de openbare weg teruggereden.
```

```

- Gemeinsame Normdatei: 4470104-4
- Library of Congress Control Number: sh2004007067
- Nationale Bibliotheek van Israël: 987007561516005171